# إكسامبر
إكسامبر بلدية في ولاية بارانا في المنطقة الجنوبية من البرازيل.